# Liste von Sakralbauten in Iserlohn
Die Liste von Sakralbauten in Iserlohn beschreibt evangelische Kirchen, die auf Iserlohner Stadtgebiet zum evangelischen Kirchenkreis Iserlohn gehören, römisch-katholische Kirchen, die über die Pastoralverbünde Iserlohn-Mitte, Iserlohn-Nord, Iserlohn-Schapker Tal und Letmathe im Dekanat Märkisches Sauerland des Erzbistums Paderborn zusammengeschlossen sind, sowie Kirchen und Häuser anderer christlicher Gemeinschaften und anderer Religionen.

## Liste

### Evangelische Kirchen
| Bild                    | Kirche                              | Lage                                            | Gemeindezugehörigkeit                    | Beschreibung |
| ----------------------- | ----------------------------------- | ----------------------------------------------- | ---------------------------------------- | --- |
| weitere Bilder          | Oberste Stadtkirche (Marienkirche)  | Iserlohn, Am Bilstein 14                        | Evangelische Versöhnungs-Kirchengemeinde | Die Oberste Stadtkirche, früher auch Marienkirche genannt, entstand aus einer Kapelle Cosmas und Damian aus dem 14. Jahrhundert. Der heutige Bau stammt aus dem 15. Jahrhundert. Die Hallenkirche ist gotisch mit romanischen Resten. Die Kirche verfügt über bemerkenswerte Kunstschätze, darunter einen gotischen Altaraufsatz geschaffen vom danach benannten Meister von Iserlohn. Sie war die Pfarrkirche der Stadtbürger. |
| weitere Bilder          | Bauernkirche (St. Pankratiuskirche) | Iserlohn, Am Zeughaus 7 (Fritz-Kühn-Platz)      | Evangelische Versöhnungs-Kirchengemeinde | Die Geschichte des in früheren Jahrhunderten auch St. Pankratius genannten Gotteshauses beginnt etwa um 985. Sie war ursprünglich die Kirchspielskirche, d. h. die Pfarrkirche der Landbevölkerung um die Stadt herum. Nach dem Zweiten Weltkrieg war die Bauernkirche bis 1957 Garnisonkirche der englischen Besatzungsmacht. In den 1960er Jahren fand eine Renovierung statt. Am 20. Juni 1983 wurde das Gebäude unter Denkmalschutz gestellt. Das Kirchengebäude ist das älteste Gebäude der Stadt Iserlohn. Der Turm hat eine Höhe von etwa 60 Meter. |
| weitere Bilder          | Reformierte Kirche                  | Iserlohn, Wermingser Straße 9                   | Evangelische Versöhnungs-Kirchengemeinde | Die in der Fußgängerzone von Iserlohn befindliche Kirche ist der Initiative „Offene Kirchen“ in der Evangelischen Kirche von Westfalen angeschlossen. In der sogenannten Offenen City-Kirche befindet sich eine historische Schulze-Orgel. Diese wurde 1847 von Johann Friedrich Schulze gebaut. Zu weiteren Besonderheiten der Kirche zählt die über dem Altar mittig angebrachte Kanzel. Über dem südlichen Kircheneingang ist eine Bronzetafel angebracht, auf der 40 Wappenzeichen des ehemaligen Preußischen Herrscherhauses von 1701 zu sehen sind. Die Geschichte der Reformierten Kirche lässt sich als ehemals einzige evangelisch-reformierte Kirche im alten Iserlohner Stadtgebiet bis in das Jahr 1710 zurückverfolgen.                                         |
| Christuskirche          | Christuskirche                      | Iserlohn-Roden, Lösseler Straße 12              | Christus-Kirchengemeinde Iserlohn        | In der 1937 eingeweihten Kirche befindet sich eine Orgel der Firma Furtwängler & Hammer, die 1937 für 5680 Reichsmark erworben wurde. |
| Brunnenkirche           | Brunnenkirche                       | Iserlohn-Lössel, Brunnenweg 8                   | Christus-Kirchengemeinde Iserlohn        | Das heutige Kirchengebäude wurde 1981 neben einem Brunnen errichtet. Der Standort der Kirche und die biblische Bedeutung von Brunnen flossen bei der Namensgebung mit ein. Seit 1983 befindet sich in der Kirche eine Orgel der Orgelbaufirma Tzschöckel aus Althütte-Fautspach mit vier Registern. |
| Auferstehungskirche     | Auferstehungskirche                 | Iserlohn-Dahlsen, Dahlsener Straße              | Christus-Kirchengemeinde Iserlohn        | Die Kircheneinweihung erfolgte am 19. November 1966. Zwei Jahre zuvor hatten die Planungen zum Bau der Kirche begonnen. |
| weitere Bilder          | Erlöserkirche                       | Iserlohn-Wermingsen, Im Wiesengrund 90          | Erlöser-Kirchengemeinde Iserlohn         | Erbaut wurde das Gotteshaus nach einem Entwurf von Denis Boniver aus Mettmann in den Jahren 1955 bis 1957. Durch den Präses der evangelischen Kirche von Westfalen, D. Ernst Wilm, wurde die Erlöserkirche am 20. Oktober 1957 eingeweiht. Das Gebäude steht unter Denkmalschutz. |
| weitere Bilder          | Johanneskirche                      | Iserlohn-Nußberg, Berliner Platz 10             | Johannes-Kirchengemeinde Iserlohn        | Die Grundsteinlegung zum Bau der Kirche erfolgte am 24. September 1959. Am 6. November 1960 wurde sie eingeweiht. Nach Entwürfen des Architekten Ernst Dossmann wurde die Kirche am Berliner Platz errichtet. Auch die Fensterwände wurden nach seinen Entwürfen gestaltet. Die Außenwände der Kirche sind überwiegend pompejanisch Rostrotbraum gehalten, tragende Elemente hingegen silbergrau. Über dem Haupteingang befindet sich ein Sgraffito der Schwerter Künstlerin Edith Prutz-Güth (* 1928 in Unna, † 8. März 2008). Die 18 Register umfassende Ott-Orgel wurde außen gewölbt über Eck eingebaut. Auf dem Kirchendach befindet sich eine Sonnenstromanlage. Der 40 Meter hohe Glockenturm steht frei und ist durch eine Pergola mit dem Kirchengebäude verbunden. |
| Kreuzkirche             | Kreuzkirche                         | Iserlohn-Sümmern, Kirschbütenweg 10             | Maria Magdalena Kirchengemeinde Iserlohn | 1967 war Baubeginn für die Kreuzkirche. Am 23. Dezember 1967 erfolgte die Einweihung durch den Präses der Evangelischen Kirche von Westfalen, Julius Ewald Ernst Wilm. Die Kreuzkirche gehört erst seit dem 1. Januar 1995 zur Maria Magdalena Kirchengemeinde Iserlohn. 1999 erfolgen An- und Umbauten am Kirchengebäude. Am 19. Dezember 1999 wurde die umgebaute Kirche eingeweiht. |
| Martin-Luther-King-Haus | Martin-Luther-King-Haus             | Iserlohn-Iserlohner Heide, Leckingser Straße 99 | Maria Magdalena Kirchengemeinde Iserlohn | Das Martin-Luther-King-Haus wurde 1970 nach Plänen des Iserlohner Architekten Ernst Dossmann erbaut. 1979 entstand der freistehende Glockenturm. Der aus Holz geschnitzte Flügelaltar (eingeweiht 1985) und die Kanzel im Martin-Luther-King-Haus stammen von dem Bildhauer Gordon Brown. |
| weitere Bilder          | Friedenskirche                      | Iserlohn-Letmathe, Friedensstraße 11            | Evangelische Kirchengemeinde Letmathe    | Am 10. November 1957 wurde die Friedenskirche Letmathe durch den Präses der Evangelischen Kirche von Westfalen, Julius Ewald Ernst Wilm eingeweiht, die Grundsteinlegung war am 23. Juli 1955. Das Kirchenschiff hat Länge von 32 Meter und eine Breite von 12 Meter. Unter Einbeziehung der Empore hat die Kirche eine Kapazität von etwa 600 Sitzplätzen. Auf dem Dach der Friedenskirche befindet sich seit 2006 eine großflächige Fotovoltaik-Anlage zur Erzeugung von Solarstrom. Die Vorgängerkirche der evangelischen Gemeinde Letmathe wurde im März 1877 geweiht, der Abriss dieses Gebäudes erfolgte erst im Jahr 1974. |
| Kreuzkapelle            | Kreuzkapelle Stübbeken              | Iserlohn-Stübbeken, Rosenstraße 38              | Evangelische Kirchengemeinde Letmathe    | Die Kreuzkapelle wurde nach Plänen des Architekten Paul Gottschalk errichtet. Der 18 Meter hohe Turm schließt mit einem Pultdach ab. Die Kirchenfenstergestaltung oblag dem Künstler Paul Gerhardt, der auch das Kreuz an der Stirnwand im Kircheninneren gestaltete. Der Taufstein in der Kreuzkapelle und die Glocken des Turmes befanden sich zuvor in der 1974 abgerissenen alten evangelischen Kirche. Pfingsten 1961 wurde die Kreuzkapelle eingeweiht. Die Stübbeker Kreuzkapelle ist der Initiative Offene Kirche angeschlossen. |
| weitere Bilder          | Evangelische Kirche Oestrich        | Iserlohn-Oestrich, Kirchstraße                  | Kirchengemeinde Oestrich-Dröschede       | Die evangelische Kirche in Oestrich wurde um 1908 erbaut. In ihr befindet sich eine Orgel des Orgelbauers Ott. |
| Adventskirche Dröschede | Adventskirche                       | Iserlohn-Dröschede, Rauhe Hardt 1               | Kirchengemeinde Oestrich-Dröschede       | Die Adventskirche wurde 1960 erbaut, die Grundsteinlegung erfolgte am 5. August 1960. Richtfest war am 8. Oktober 1960. Die Entwürfe für den Bau einer sogenannten Dachkirche stammten von dem Architektenehepaar Barbara und Wolfgang Vogt aus Kiel. Der Kirchraum, der etwa 150 Sitzplätze hatte, befand sich komplett unter der Schräge des Holzdaches. Der Glockenturm stand etwas abseits vom Kirchengebäude und wies ein Satteldach auf, das bis fast auf den Erdboden herabgezogen war. Am 8. Dezember 1960 wurde die Kirche durch Oberkirchenrat Niemann eingeweiht. Die Adventskirche wurde 2015 im Zuge von Sparmaßnahmen abgerissen. |
| weitere Bilder          | Johanneskirche                      | Iserlohn-Hennen, Ohler Weg 1                    | Evangelische Kirchengemeinde Hennen      | Bei der Johanneskirche Hennen handelt es sich um eine romanische, einschiffige Kirchenanlage mit zweijochigem Gewölbebau und Querschiff, die in der zweiten Hälfte des 12. Jahrhunderts aus Bruchstein erbaut wurde. Aus dem 13. Jahrhundert stammen der Westturm der Kirche und die Deckenmalereien, die nach dem Schema der Soester Malschule erfolgten. |
| Jakobuskirche           | Jakobuskirche                       | Iserlohn-Kalthof                                | Evangelische Kirchengemeinde Hennen      | Die Jakobuskirche wurde 1966 erbaut. Am 3. Oktober 1965 erfolgte die Grundsteinlegung. Gebaut wurde der glatte, kubische Baukörper mit einem zum Altar hin ansteigenden Pultdach und vorgeschobenem Glockenturm nach Plänen des Architekten Ernst Dossmann. Durch Oberkirchenrat Danielsmeyer wurde die Kirche am 27. November 1966 eingeweiht. Am 29. November 1992 wird in eine zweimanualige Tzschöckel-Orgel mit 15 Registern und Pedal eingeweiht. Zuvor gab es nur eine elektronische Orgel. Im Dezember 2020 wurde das Kirchengebäude mit Glockenturm unter Denkmalschutz gestellt. |

### Katholische Kirchen
| Bild                          | Kirche                                    | Lage                                          | Pastoralverbund       | Beschreibung |
| ----------------------------- | ----------------------------------------- | --------------------------------------------- | --------------------- | --- |
| weitere Bilder                | Heilig Geist                              | Iserlohn, Hans-Böckler-Straße 48/Weststraße 3 | Iserlohn-Mitte        | Die Heilig-Geist-Kirche wurde 1940 geweiht. Am 1. April 1950 wurde Heilig Geist zur Pfarrei erhoben. Nach dem Zweiten Weltkrieg wurde in den Jahren von 1953 bis 1963 in drei Bauabschnitten eine Stockmann-Orgel (Werl) mit 36 Registern erstellt. 1967 errichtete man den 34 Meter hohen Glockenturm (Campanile), der einige Meter von der Kirche entfernt steht. |
| weitere Bilder                | Heiligste Dreifaltigkeit                  | Iserlohn, Schulstraße 33                      | Iserlohn-Mitte        | Das Gebäude, mit einer Krypta unter dem Chorraum, wurde nach Plänen des Architekten Otto Weicken aus Unna erbaut. Die Glasfenster Dreifaltigkeit (1958) und Glaube, Hoffnung, Liebe (1962) stammen von Irmgart Wessel-Zumloh. Der Taufstein ist ein Werk des Bildhauers Wilhelm Hausmann aus Menden. |
| weitere Bilder                | St. Aloysius                              | Iserlohn, Hohler Weg 42                       | Iserlohn-Mitte        | Die neuromanische, dreischiffige Säulenbasilika wurde 1894 geweiht. Sie ist Sitz des Pastoralverbundes. |
| Herz-Jesu-Kirche              | Herz-Jesu-Kirche                          | Iserlohn-Hennen, Schöneberger Straße 1        | Iserlohn-Nord         | Am 4. August 1901 erfolgte die Grundsteinlegung in der Helle. Im darauf folgenden Jahr wurde die Kirche geweiht. 1978 wurde Kirche in der Helle durch einen Neubau an der Schöneberger Straße ersetzt. Der Grundstein der alten Kirche wurde in die neue Kirche übernommen. Die Herz-Jesu-Kirche bildet zusammen mit der St. Peter und Paul die Pfarrvikarie Hennen/Kalthof. Zur Pfarrvikarie wurde Hennen am 15. März 1940 erhoben. |
| St. Peter und Paul            | St. Peter und Paul                        | Iserlohn-Kalthof, Schüttholzweg               | Iserlohn-Nord         | Dem Architekten Diplom-Ingenieur Otto Weicken aus Iserlohn oblag die Kirchenbauplanung. Am 26. Mai 1968 erfolgte durch den Dechanten Friedrich Meckel die Grundsteinlegung. Weihbischof Paul Nordhues weihte die Kirche am 31. Mai 1969. St. Peter und Paul bildet zusammen mit der Herz-Jesu-Kirche die Pfarrvikarie Hennen/Kalthof. |
| St. Gertrudis                 | St. Gertrudis                             | Iserlohn-Sümmern, Gertrudisstraße 5           | Iserlohn-Nord         | St. Gertrudis wurde in klassizistischem Stil 1832 als einschiffige Kirche errichtet. 1895 erweiterte man das Gebäude durch ein Querschiff. Im 20. Jahrhundert erfolgten weitere Anbauten und Renovierungen. |
| St. Hedwig                    | St. Hedwig                                | Iserlohn-Nußberg, Hedwigsplatz 3              | Iserlohn-Schapker Tal | St. Hedwig wurde 1962 errichtet. Planende Architekten waren Franz und Karl-Heinz Vedder aus Menden. Über dem Haupteingang befindet sich eine Stockmann-Orgel mit 15 Registern. |
| St. Michaelskirche Gerlingsen | Ökumenisches Seelsorgezentrum St. Michael | Iserlohn, Am Sonnenbrink 15                   | Iserlohn-Schapker Tal | St. Michael ist ein siebeneckiger Bau in Backstein. Der Paderborner Weihbischof Paul Nordhues weihte das Kirchengebäude am 22. Dezember 1968 als katholische Kirche. Heute finden dort sowohl die Gottesdienste der katholischen als auch der evangelischen Kirchengemeinde statt. |
| St. Josef                     | St. Josef                                 | Iserlohn, Friedrich-Kaiser-Straße 28          | Iserlohn-Schapker Tal | Bauplanungen gab es bereits im Jahr 1969. Durch Weihbischof Paul Nordhues erfolgte am 28. September 1974 die Weihe der Kirche und des Gemeindezentrums. Eine im September 1984 durch Weihbischof Nordhues geweihte Stockmann-Orgel mit 21 Registern, löste eine Orgel mit acht Registern, die aus der Vorgängerkirche stammte, ab. |
| weitere Bilder                | St. Kilian                                | Iserlohn-Letmathe, Dechant-Heimann-Straße 3   | Letmathe              | 1914 bis 1917 wurde St. Kilian aus Westhofener Bruchstein als neugotische Hallenkirche erbaut und noch im Jahr 1917 geweiht. Es wird vermutet, dass Teile der 1914 abgebrochenen Vorgängerkirche, die an der Stelle des heutigen Kirche stand, vor dem 14. Jahrhundert errichtet wurden. Die heutige St. Kilian Kirche ist die größte Hallenkirche im Märkischen Kreis und Sitz des Pastoralverbundes. |
| St. Josef                     | St. Josef                                 | Iserlohn-Stübbeken                            | Letmathe              | Pfarrvikarie. Grundsteinlegung für die St. Josef Kirche in Stübbeken erfolgte im Juni 1955. Richtfest war bereits im Dezember des gleichen Jahres. Lorenz Jaeger, Erzbischof von Paderborn, weihte die Kirche im Mai 1957. 1981 wurde St. Josef renoviert. Die Gemeinde St. Josef ist im Besitz der Stalingradmadonna, die im Original in der Kaiser-Wilhelm-Gedächtniskirche in Berlin hängt. |
| Herz Jesu                     | Herz Jesu                                 | Iserlohn-Grüne, Untergrüner Straße 192        | Letmathe              | 1905 wurde die Grüne zur Pfarrgemeinde. Nach Plänen des Düsseldorfer Architekten Caspar Clemens Pickel wurde Anfang des 19ten Jahrhunderts die Kirche erbaut. 1918 gab es die ersten Planungen zur Erweiterung durch den Architekten Josef Lehmkühler. Die nächsten Erweiterungsplanungen gab es 1955 von Aloys Dietrich aus Paderborn. 1977 erfolgte eine Umgestaltung und Renovierung durch den Hemeraner Architekten Hermann-Josef Geismann. Im Jahr 2005 erhielt die Kirche eine Stockmann-Orgel (Werl). |
| Lasbeck                       | Maria Königin                             | Lasbeck                                       | Letmathe              | Im Dezember 1961 wurde mit dem Bau der Kirche begonnen. Die Weihe erfolgte Ostern 1964. Maria Königin ist Filialkirche in der Gemeinde Herz Jesu Grüne. Der Entwurf des Kirchengebäudes stammt von dem Letmather Architekten Günter Schulte. Die Kirche wurde in starker Hanglage auf Fels mit enormen Betonfundamenten und Stützen erbaut. Sie besitzt drei Pyramidendächer, die sich über dem Turm, dem Haupt- und dem Seitenschiff befinden. Die Kirchenfenster wurden nach Entwürfen der Iserlohner Künstlerin Irmgart Wessel-Zumloh gefertigt, mit Ausnahme der Dickglasfenster im Turm. Diese wurden von dem Mendener Wilhelm Hausmann geschaffen. |
| St. Mariä Himmelfahrt         | St. Mariä Himmelfahrt                     | Iserlohn-Oestrich, Vodekestraße 5             | Letmathe              | St. Mariä Himmelfahrt wurde am 21. September 1917 durch Weihbischof Heinrich Haehling von Lanzenauer geweiht. Nach einem Bombenangriff im April 1942 war das Kirchengebäude stark beschädigt und wurde 1942/1943 provisorisch aufgebaut. 1964 erfolgte eine grundlegende Umgestaltung. Der Kirchturm hat eine Höhe von 45 Meter und schließt mit einem pyramidenförmigen Turmhelm, der verkupfert ist, ab. Auf ihm befindet sich ein 3,50 Meter hohes Kreuz auf einer Kugel. |

### Sonstige christliche Gemeinden
| Bild                                | Kirche bzw. Gemeinde                         | Lage                                  | Beschreibung |
| ----------------------------------- | -------------------------------------------- | ------------------------------------- | --- |
| Neuapostolische Kirche Brüderstraße | Neuapostolische Kirche                       | Iserlohn, Brüderstraße 8–10           | Gemeinde Iserlohn-Mitte der Neuapostolischen Kirche |
| Neuapostolische Kirche Nußberg      | Neuapostolische Kirche Nußberg               | Iserlohn, Nußbergstraße 20            | Gemeinde Iserlohn-Nußberg der Neuapostolischen Kirche |
| Neuapostolische Kirche Letmathe     | Neuapostolische Kirche Letmathe              | Iserlohn-Letmathe, Zum Volksgarten 34 | Gemeinde Letmathe der Neuapostolischen Kirche, seit Mai 2023 geschlossen und demnächst abgerissen. |
| Adventgemeinde                      | Adventgemeinde Iserlohn                      | Iserlohn, Theodor-Heuss-Ring 59       | Die Adventgemeinde Iserlohn gehört der Freikirche der Siebenten-Tags-Adventisten an, die in Nordrhein-Westfalen eine Körperschaft des öffentlichen Rechts ist.                                                        |
| Freie evangelische Gemeinde         | Freie evangelische Gemeinde                  | Iserlohn, Barendorfer Bruch 7         | Bund Freier evangelischer Gemeinden (BFeG) |
| Evangelisch-Freikirchliche Gemeinde | Evangelisch-Freikirchliche Gemeinde Letmathe | Iserlohn-Letmathe, Altenaer Straße 49 | Die Gemeinde im Bund Evangelisch-Freikirchlicher Gemeinden (BEFG) traf sich nach eigener Darstellung Weihnachten 2004 zu einem ersten Gottesdienst; die Suche nach einem Gemeindehaus führte zu dem jetzigen Gebäude. |
| Griechisch-Orthodoxe Kirche         | Griechisch-Orthodoxe Kirche                  | Iserlohn, Wiemer 5                    | Die Griechisch-Orthodoxe Kirche gehört der Kirchengemeinde Heiliger Nikolaos zu Iserlohn an. |

### Islam
| Bild             | Kirche bzw. Gemeinde                               | Lage                           | Beschreibung |
| ---------------- | -------------------------------------------------- | ------------------------------ | --- |
| Moschee Iserlohn | DITIB Iserlohn (Moschee Iserlohn)                  | Iserlohn, Bergwerkstraße 1     | Die Moschee des Diyanet-Türkisch-Islamischen Kultur Vereins gehört der DITIB an. Die Moschee mit Kuppel und Minarett entstand durch Um- und Anbauten an einer Fabrik auf dem 1986 erworbenen 836 m² großen Gelände Bergwerkstraße 1. |
| Moschee Letmathe | DITIB Iserlohn-Letmathe (DITIB Letmathe ULU Camii) | Iserlohn, Gennaer Straße 74    | Die Letmather Moschee des Diyanet-Türkisch-Islamischen Kultur Vereins gehört der DITIB an. |
| weitere Bilder   | Ahmadiyya Muslim-Gemeinde                          | Iserlohn, Barendorfer Bruch 15 | Die Salam-Moschee wurde im Rahmen des 100-Moscheen-Plans gebaut und 2016 eröffnet. |

### Hinduismus
| Bild                 | Kirche bzw. Gemeinde       | Lage                         | Beschreibung                                                                                 |
| -------------------- | -------------------------- | ---------------------------- | -------------------------------------------------------------------------------------------- |
| Gurdwara Singh Sabha | Gurdwara der Sikh Religion | Iserlohn, Am Steinhügel 36 a | Das Gurdwara Singh Sabha Iserlohn ist Tempel der indischstämmigen Sikh im Großraum Iserlohn. |